# Marcel the Shell with Shoes On (serie di cortometraggi)
Marcel the Shell with Shoes On è una trilogia americana del 2010 di cortometraggi di genere mockumentary animati in stop-motion diretti da Dean Fleischer Camp, che li ha co-sceneggiati insieme a Jenny Slate.

## Sinossi
I cortometraggi mostrano la vita quotidiana di Marcel, una conchiglia antropomorfa dotata di un paio di scarpe e di un unico occhio.

## Episodi
| Titolo                                | Data di uscita   | Streaming                                          |
| ------------------------------------- | ---------------- | -------------------------------------------------- |
| Marcel the Shell With Shoes On        | 16 ottobre 2010  | MARCEL THE SHELL WITH SHOES ON, su YouTube.        |
| Marcel the Shell With Shoes On, Two   | 11 novembre 2011 | MARCEL THE SHELL WITH SHOES ON, TWO, su YouTube.   |
| Marcel the Shell With Shoes On, Three | 20 ottobre 2014  | MARCEL THE SHELL WITH SHOES ON, THREE, su YouTube. |

## Produzione
L'ispirazione per il primo cortometraggio è arrivata alla coppia Slate e Fleischer Camp durante un soggiorno in una camera d'hotel insieme ad altri amici. Durante questo, quando le cose cominciarono a sembrare claustrofobiche e le tensioni aumentarono, l'attrice cominciò ad esprimere i suoi bisogni nella voce che sarebbe diventata quella di Marcel.

## Pubblicazione
Il primo cortometraggio è stato presentato in anteprima durante l'AFI FEST 2010, dove è stato premiato come miglior cortometraggio d'animazione ed è stato selezionato per il  Sundance Film Festival 2011. Ha vinto il Gran Premio della Giuria e il Premio del Pubblico al New York International Children's Film Festival 2011.
Altri due cortometraggi sono stati distribuiti nel 2011 e nel 2014. Il primo seguito, Marcel the Shell with Shoes On, Two, è stato pubblicato su YouTube il 14 novembre 2011. Il terzo episodio della serie, Marcel the Shell with Shoes On, Three, è stato pubblicato il 20 ottobre 2014. Ognuno dei cortometraggi era accompagnato da un libro di fiabe con protagonista Marcel.

## Adattamento cinematografico
Slate e Fleischer-Camp hanno annunciato nel 2014 di voler creare un lungometraggio sul personaggio. Il film, Marcel the Shell è stato presentato in anteprima al Telluride Film Festival il 3 settembre 2021 e vede protagonisti Jenny Slate, Thomas Mann, Isabella Rossellini e Rosa Salazar. È stato successivamente candidato all'Oscar al miglior film d'animazione.